# Wendy Darling
Wendy Moira Angela Darling és un personatge fictici, heroïna i protagonista femenina de la història de Peter Pan, creada per J. M. Barrie. La seva edat exacta no és esmentada en l'obra original i d'acord amb les diferents representacions realitzades de l'obra ha aparegut en edats compreses entre els 11 i els 16 anys, sent en la interpretació de Disney, la més coneguda, d'uns 13 anys. Al final de la història es produeix la contraposició filosòfica amb Peter Pan, ja que la noia ha començat a créixer, al contrari de Peter, que es nega a fer-ho.

## Rerefons i caràcter
La inspiració del personatge va ser Margaret Henley, la filla de William Ernest Henley, poeta i amic de Barrie.
A la història de Barrie, Wendy és la filla de George Darling, un funcionari bancari, pompós, i de Marie Darling. És la germana gran de John i Michael, als quals sol narrar històries sobre Peter Pan i el capità Garfi.
El personatge de Wendy és possiblement el més ben desenvolupat de la història; a l'inici es mostra orgullosa de la seva condició infantil, mostrant disgust daant l'adultesa, en part per rebuig a l'exemple del seu pare, protocol·lari i exigent, i a qui vol però alhora, d'alguna manera, tem. La seva ambició al començament de la narració és evitar créixer, oportunitat que li és permesa per Peter Pan, que la porta juntament amb els seus germans a la terra de Mai Més, on pot romandre jove permanentment.
Irònicament és a Mai Més on Wendy descobreix la seva faceta més madura, i assumeix la cura dels Nens Perduts, que li demanen que sigui la seva "mare" i als quals entreté amb contes i històries.
Eventualment, Wendy assumeix la naturalesa de la maduresa i torna a Londres.

## Aparicions posteriors

### Al cinema
Wendy ha estat interpretada per diverses actrius en la història de la cinematografia, algunes figures reconegudes han interpretat el paper, com ara: Maggie Smith, Gwyneth Paltrow i Rachel Hurd-Wood.
L'exemple cinematogràfic més famós és la versió de Walt Disney de 1953, que la seva principal característica és que té una certa semblança amb Alicia, ja que va ser interpretada per Kathryn Beaumont. Ella és representada amb els mateixos trets físics del ja esmentat personatge (una jove nena també molt bella, amb els mateixos ulls blaus i la mateixa pell blanca), però ella usa una camisa de dormir de color blau cel, sabatilles de color negre, i el seu cabell és castany, amb bucles o rínxols i dos petits flocs de cabell a cada costat de front, i una trossa blava per sostenir els rínxols. A Hispanoamèrica també és interpretada per Teresita Escobar, que va iniciar la seva carrera amb el doblatge d'Alicia.
Wendy, també ha estat interpretada per la famosa actriu Rachel Hurd-Wood, l'any 2003.

### En televisió
El 2013, Wendy apareix a l'episodi 21 de la segona temporada de la sèrie de l'ABC Once Upon a Time, i és interpretada per Freya Tingley. L'any 2003, Wendy va ser interpretada a la pel·lícula Peter Pan: La gran aventura per Rachel Hurd-Wood.

### Altre llibres
El 2015 l'escriptor americà Colleen Oakes va iniciar la publicació d'una trilogia literària sobre el personatge de Wendy, amb el libre anomenat Wendy Darling.

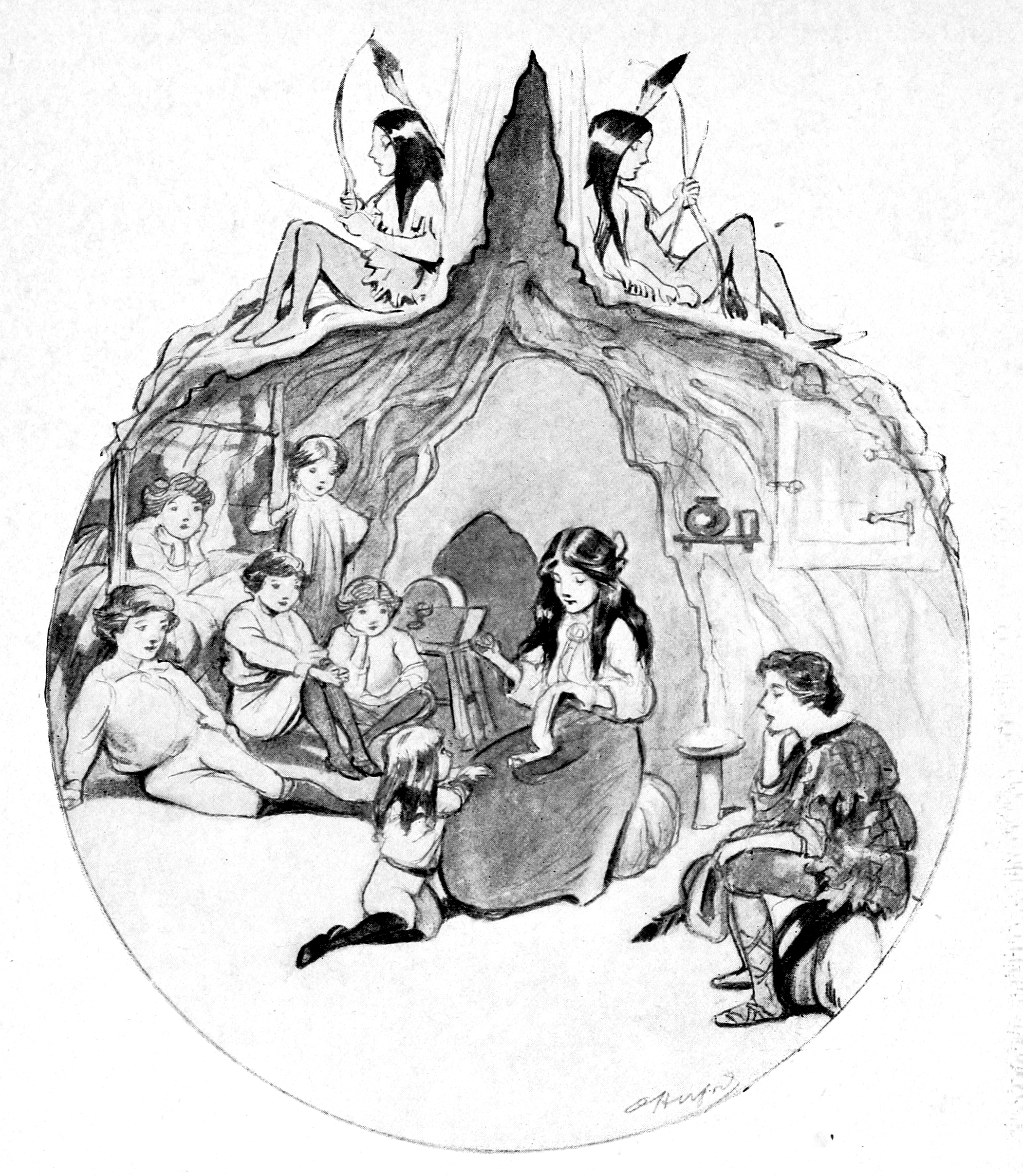
Wendy llegint als nens perduts del país de Mai Més.
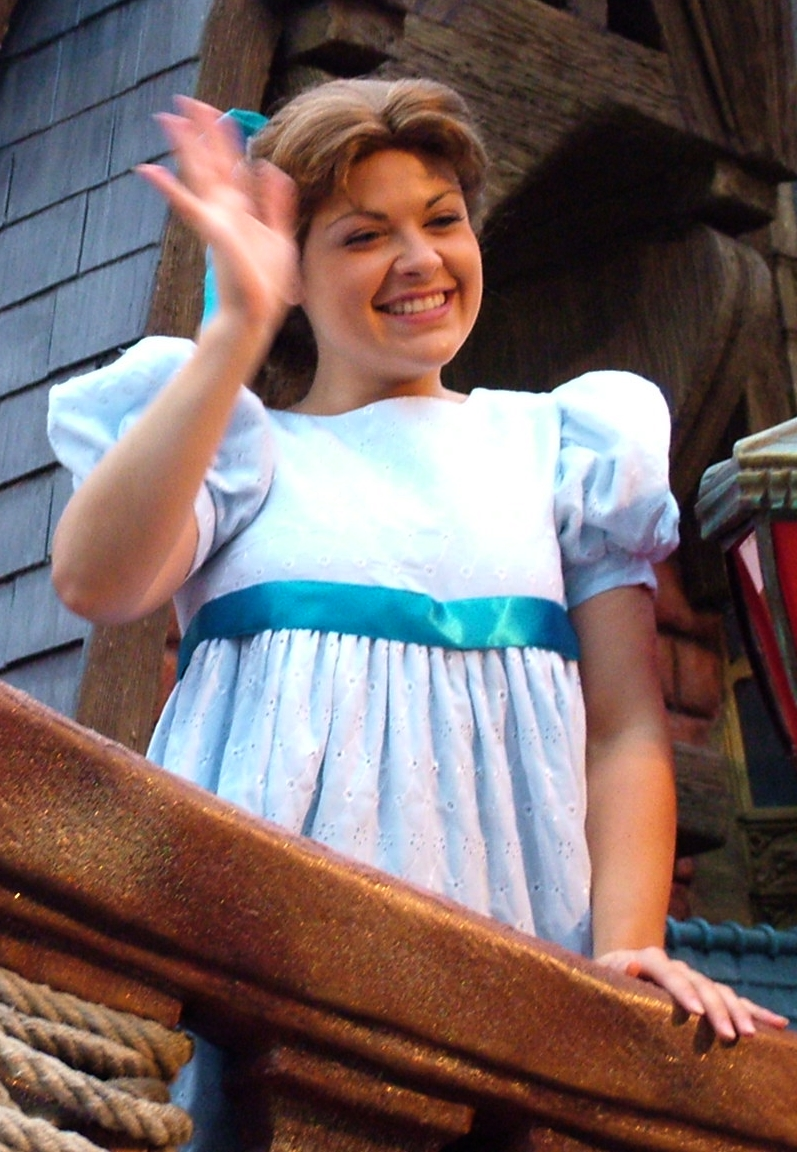
Wendy va aparèixer a la sèrie Once upon a time.
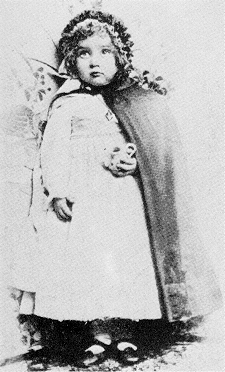
Margaret Henley, inspiració del caràcter de Barrie.